# 柏克萊加州大學校園

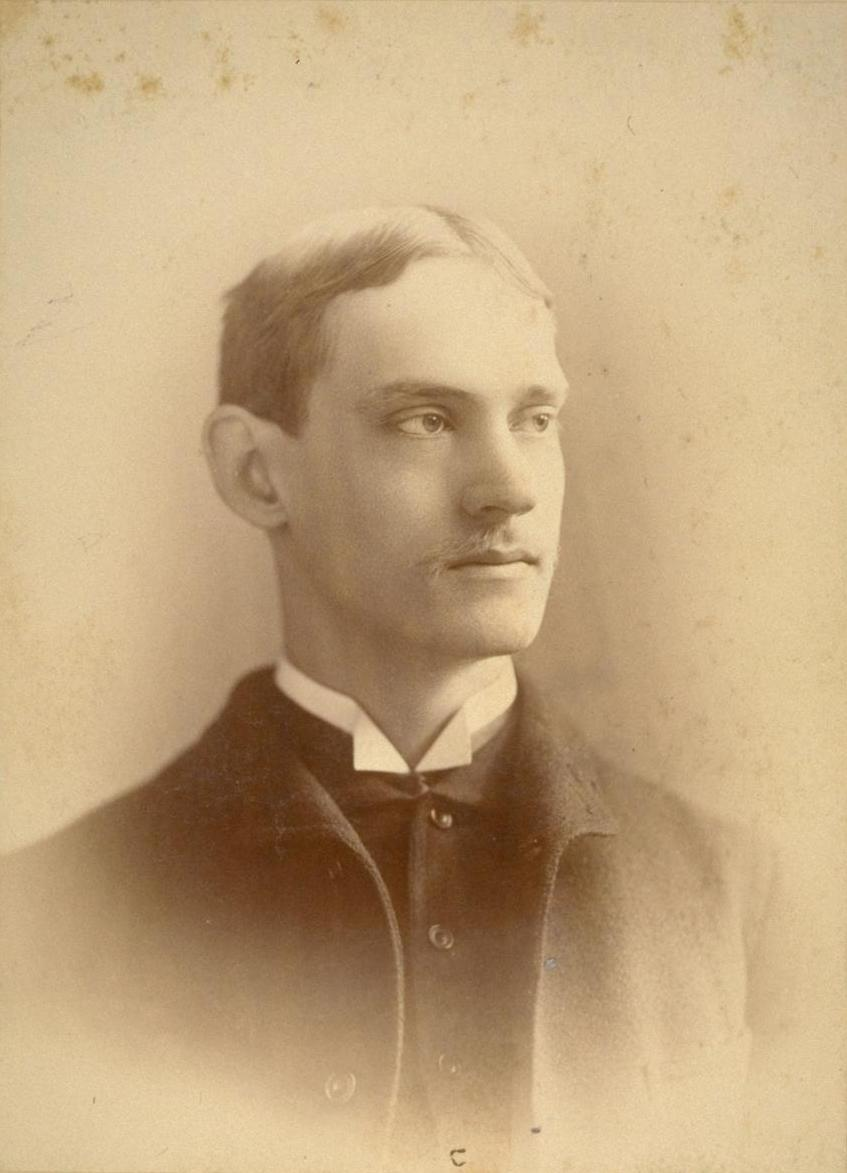
約翰·蓋倫·霍華德，柏克萊加州大學大量主要建築的設計師。

柏克萊加州大學校園與其周邊自1868年建校以來陸續建立，其中最為著名的是建築師約翰·蓋倫·霍華德於20世紀初所建造的仿古希臘建築群，也包括其他著名建築師的作品。

## 歷史

### 早期建築
柏克萊加州分校的早期校園（自1868年起，至約1903年止）已幾乎消失殆盡，唯一存留下來的建築包括維多利亞風格的南教學樓（建於1873年）與彼蒙特大道（Piedmont Avenue，由紐約中央公園的設計人奧姆斯特德主持設計）。

### 霍華德時代

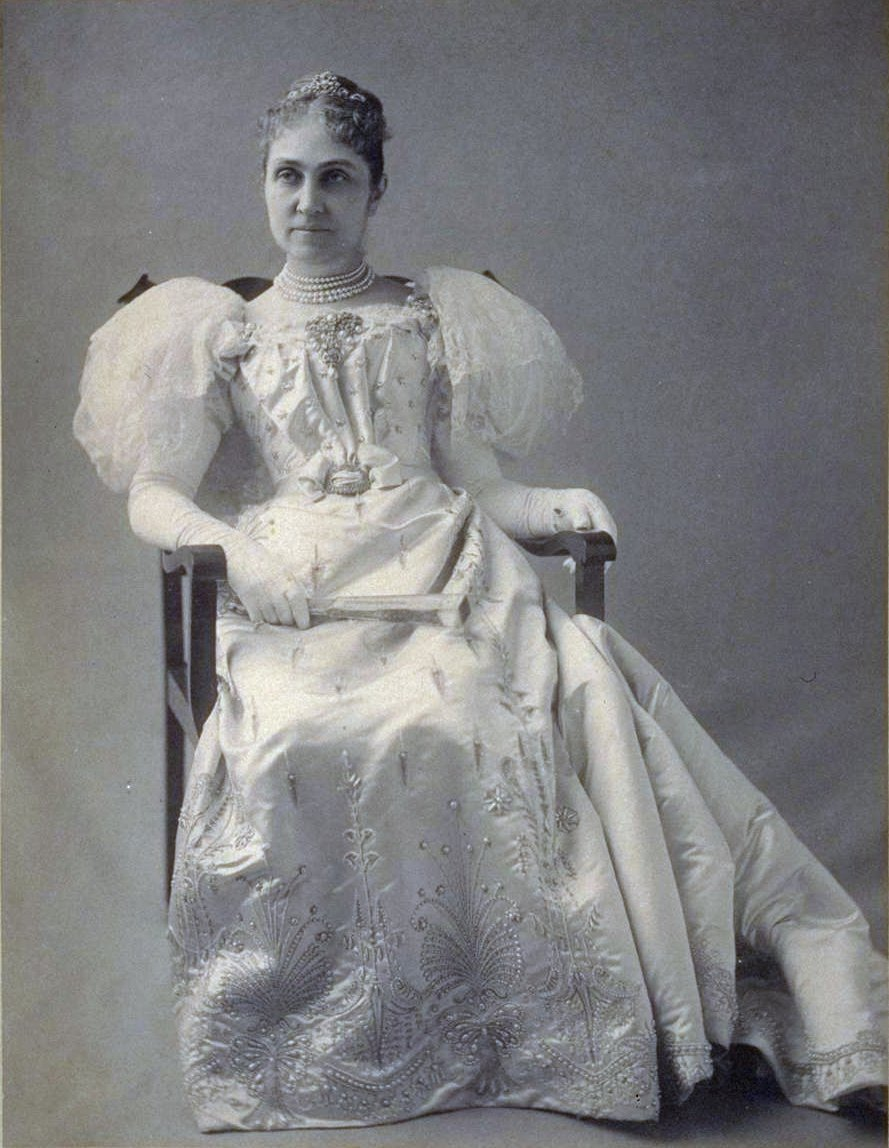
美國富豪菲比·赫斯特是柏克萊加州大學擴張時代的主要捐助人。

柏克萊加州大學的擴張時期源自於美國富豪菲比·赫斯特於1898年在比利時安特衛普市舉辦的「菲比·赫斯特加州大學校園設計國際競賽」。赫斯特家庭與史丹福家庭在當時的三藩灣區是最為顯赫的兩大家庭，由於史丹福家庭建立的史丹福大學使之聲名大噪，菲比·赫斯特決定慷慨捐獻柏克萊加州大學以示不落人後。競賽最後選出十一名建築師參與三藩市決賽，然而決賽勝者法國建築師愛米爾·伯納因反感三藩市而拒絕訪問柏克萊。因此，主辦方決定開除伯納，轉而採用約翰·蓋倫·霍華德的設計。霍華德後來在大學校園內定居，並主持設計了當時新建的所有建築。時至今日，伯納獲勝的設計中僅有大學校長住宅付諸實現，並留至今日。

## 圖片集

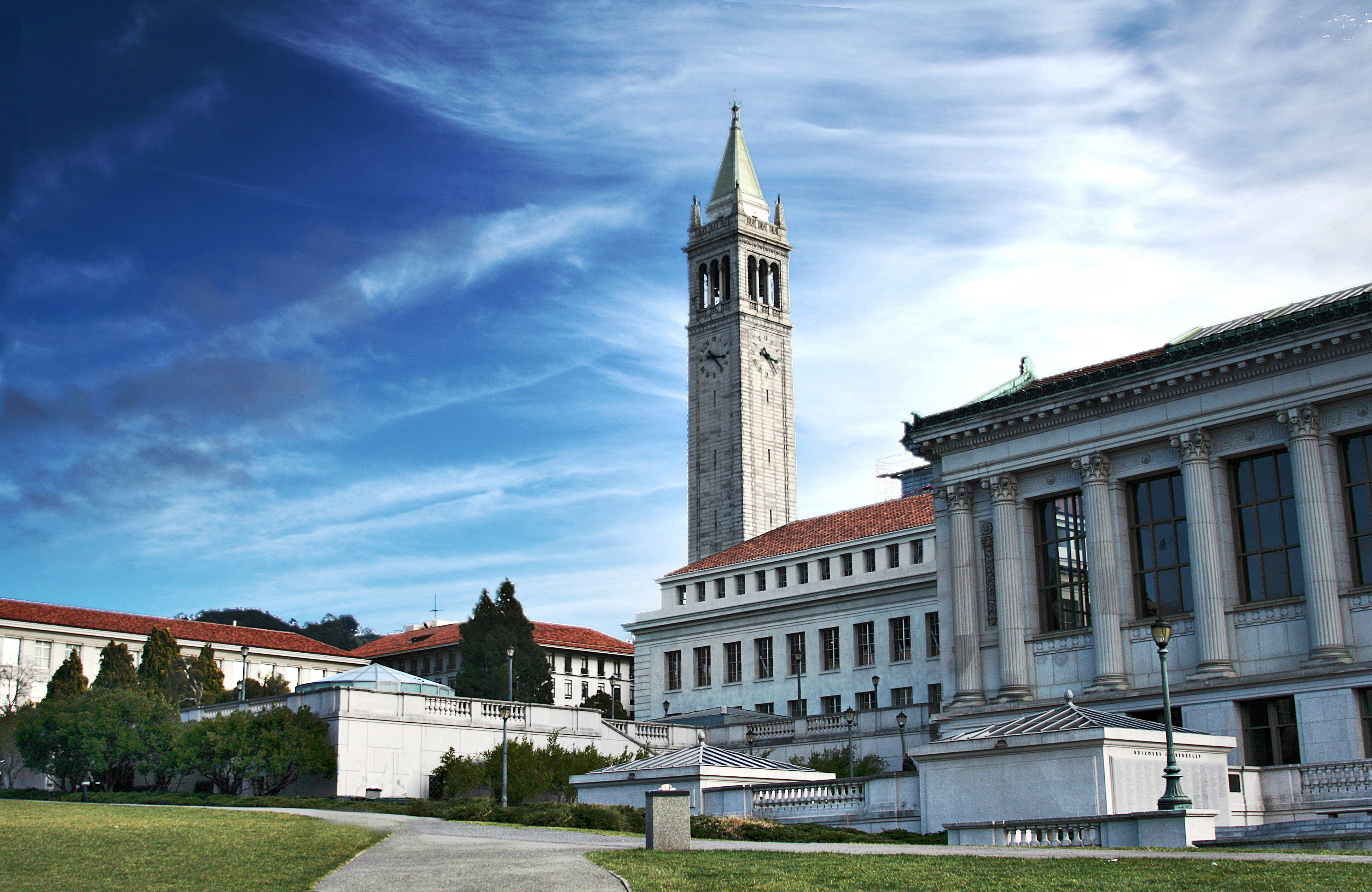
紀念草坪（Memorial Glade），背景中可見道氏圖書館與鐘塔
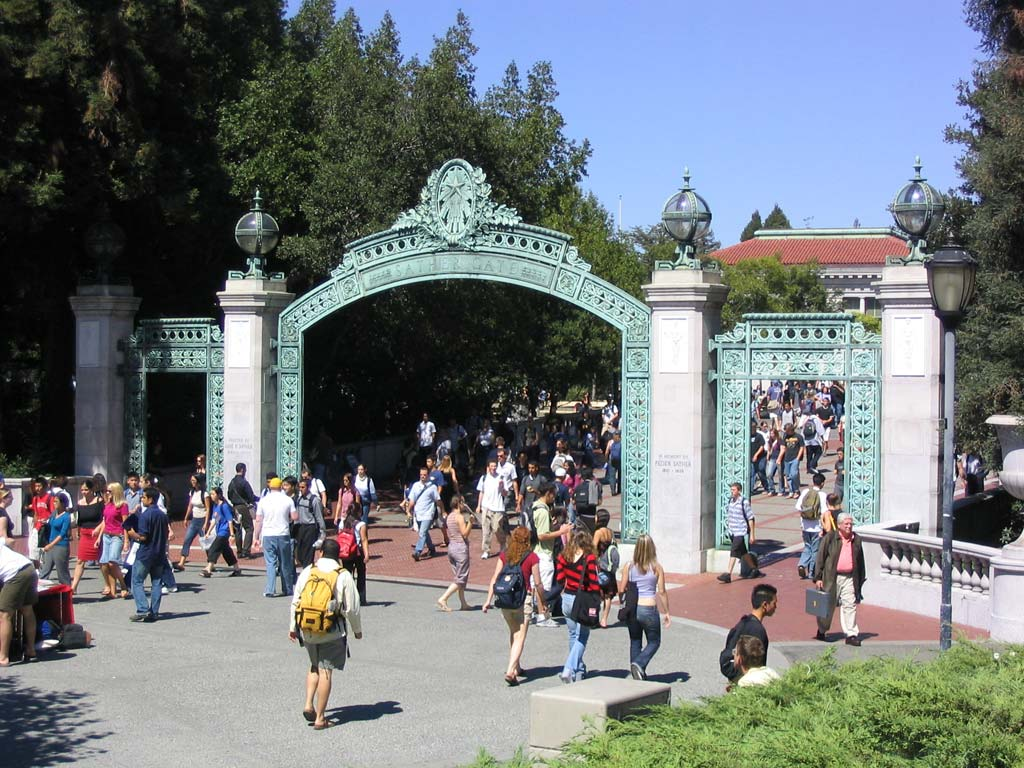
薩特大門（Sather Gate），學校正門
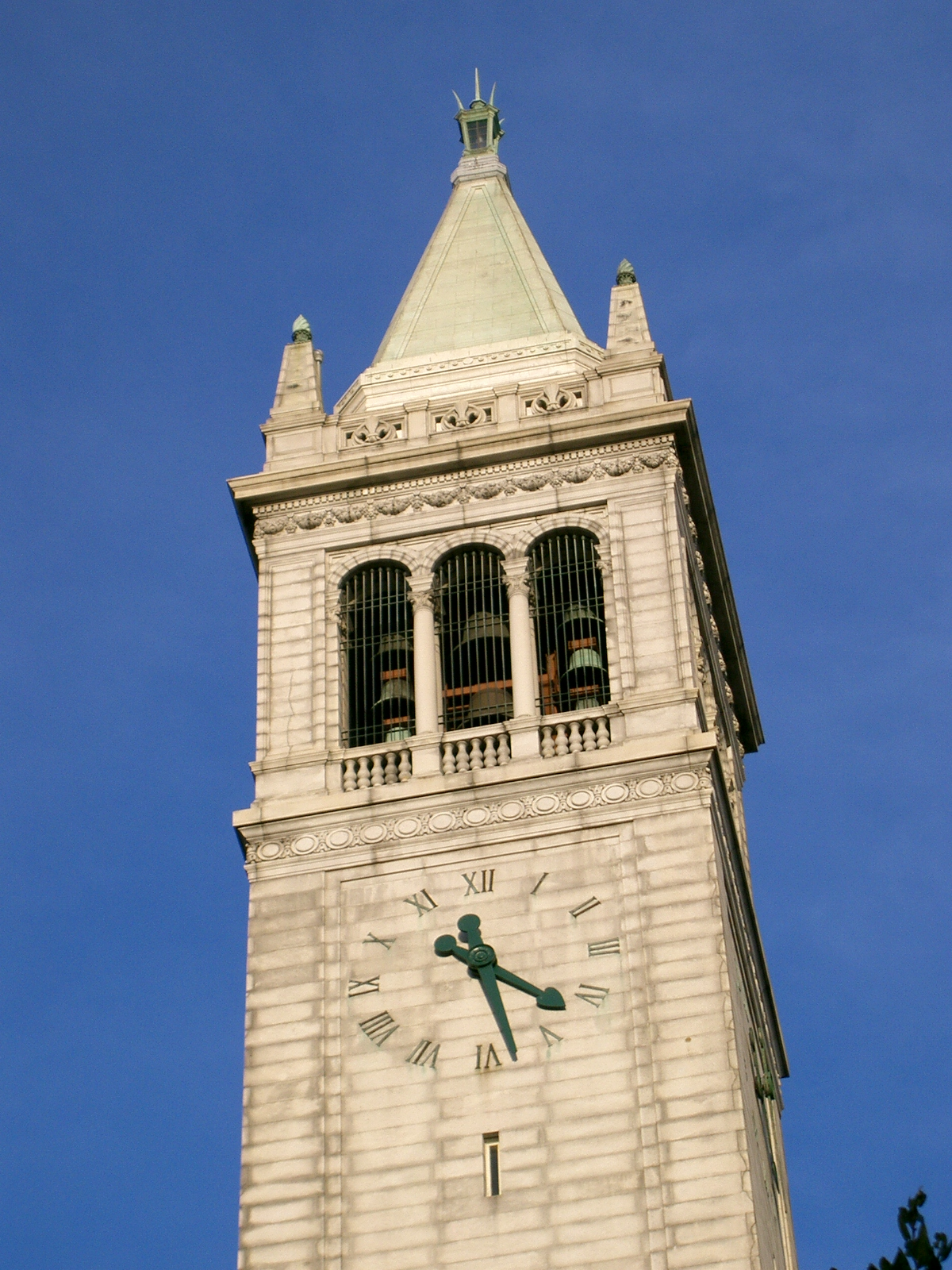
鐘樓（Campanile），正式名稱為薩特塔（Sather Tower）
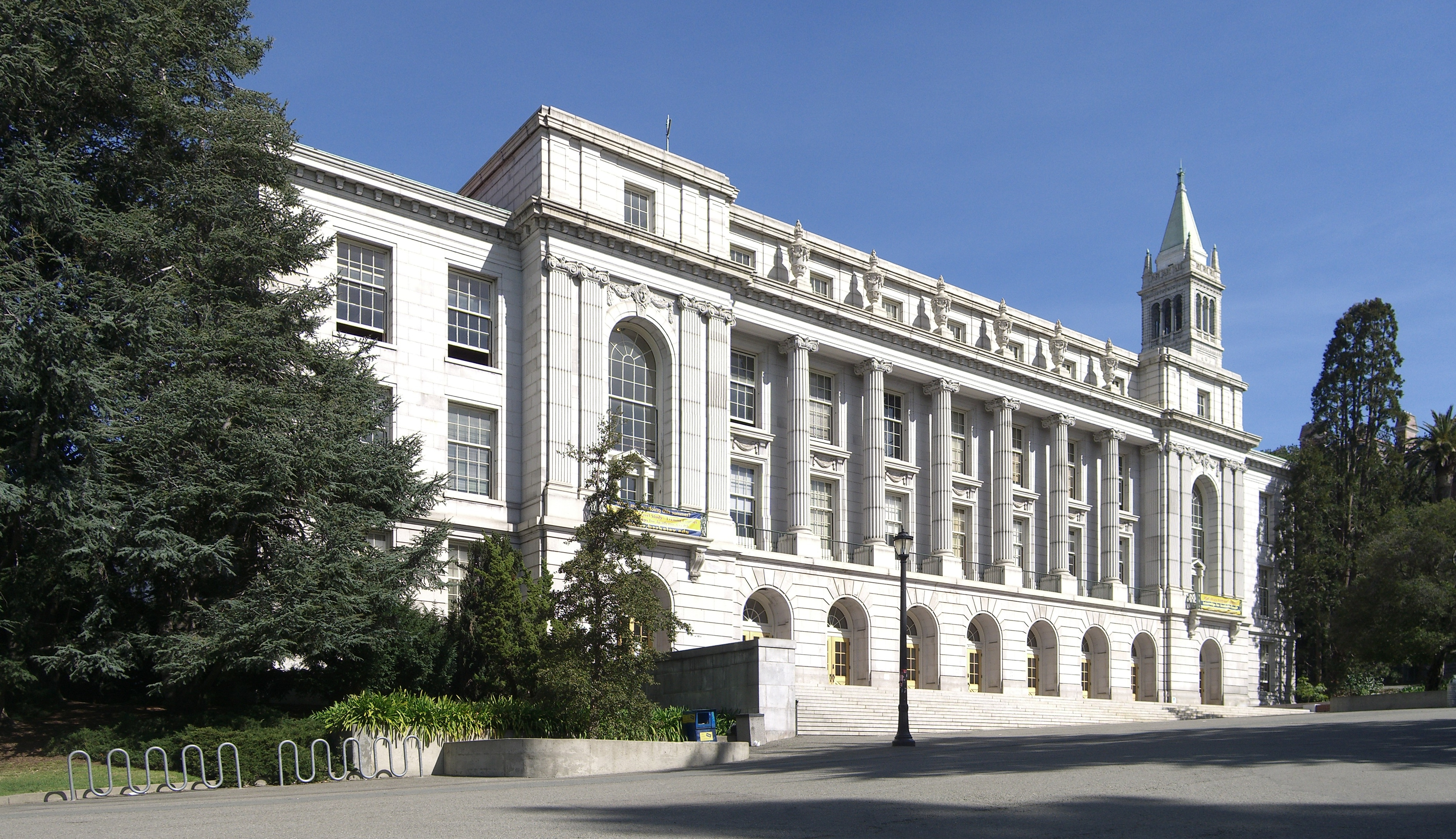
維勒教學樓（Wheeler Hall），約翰·蓋倫·霍華德的著名設計
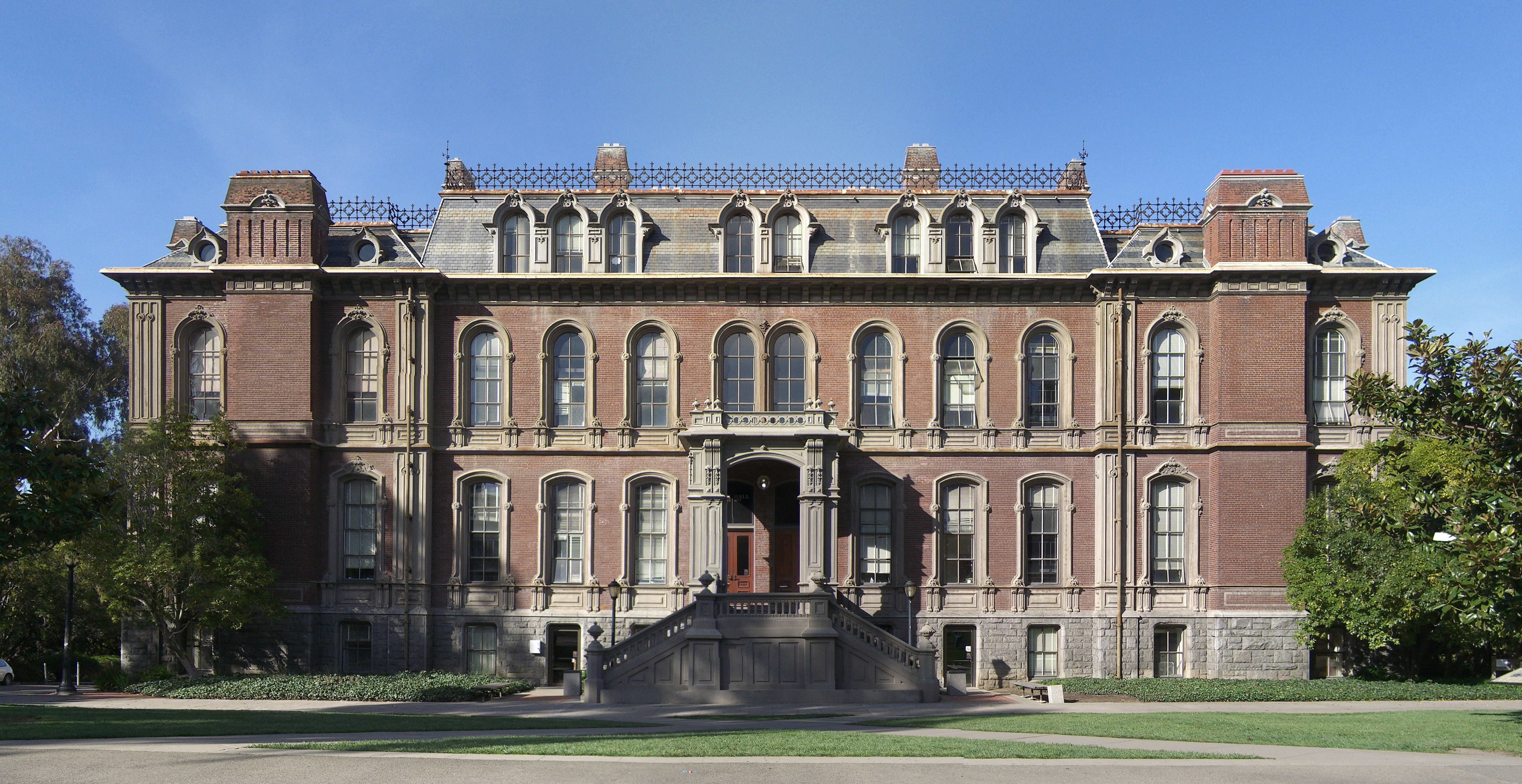
南教學樓（South Hall），校園最古老的建築之一
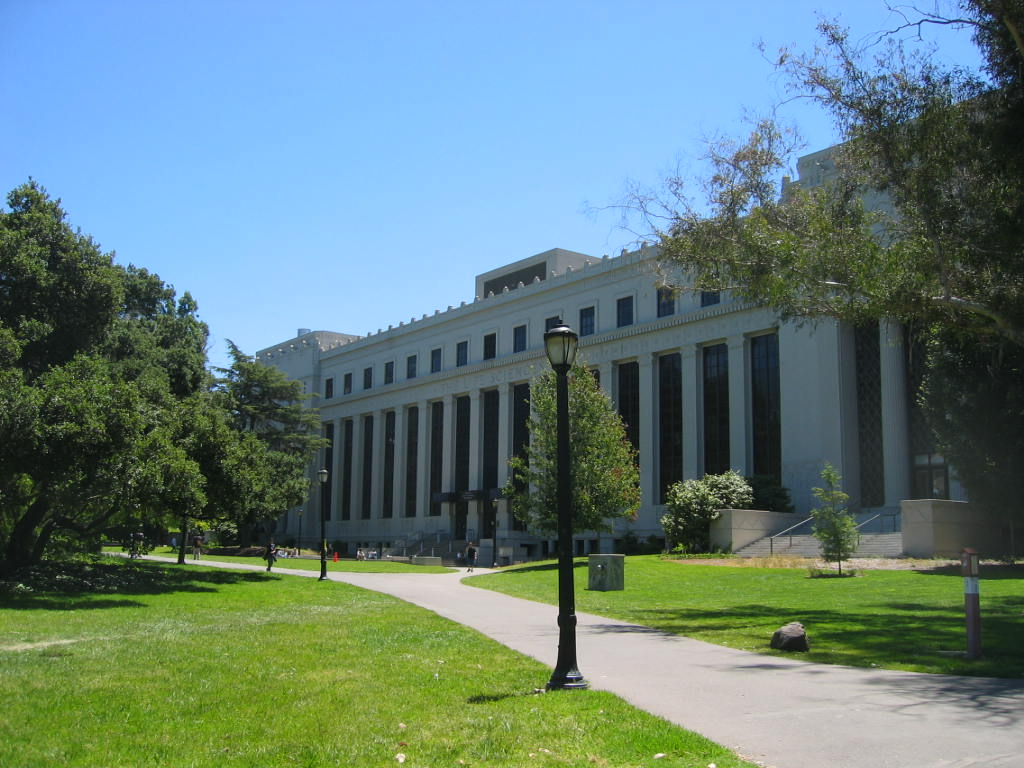
生命科學教學樓（Valley Life Sciences Building）
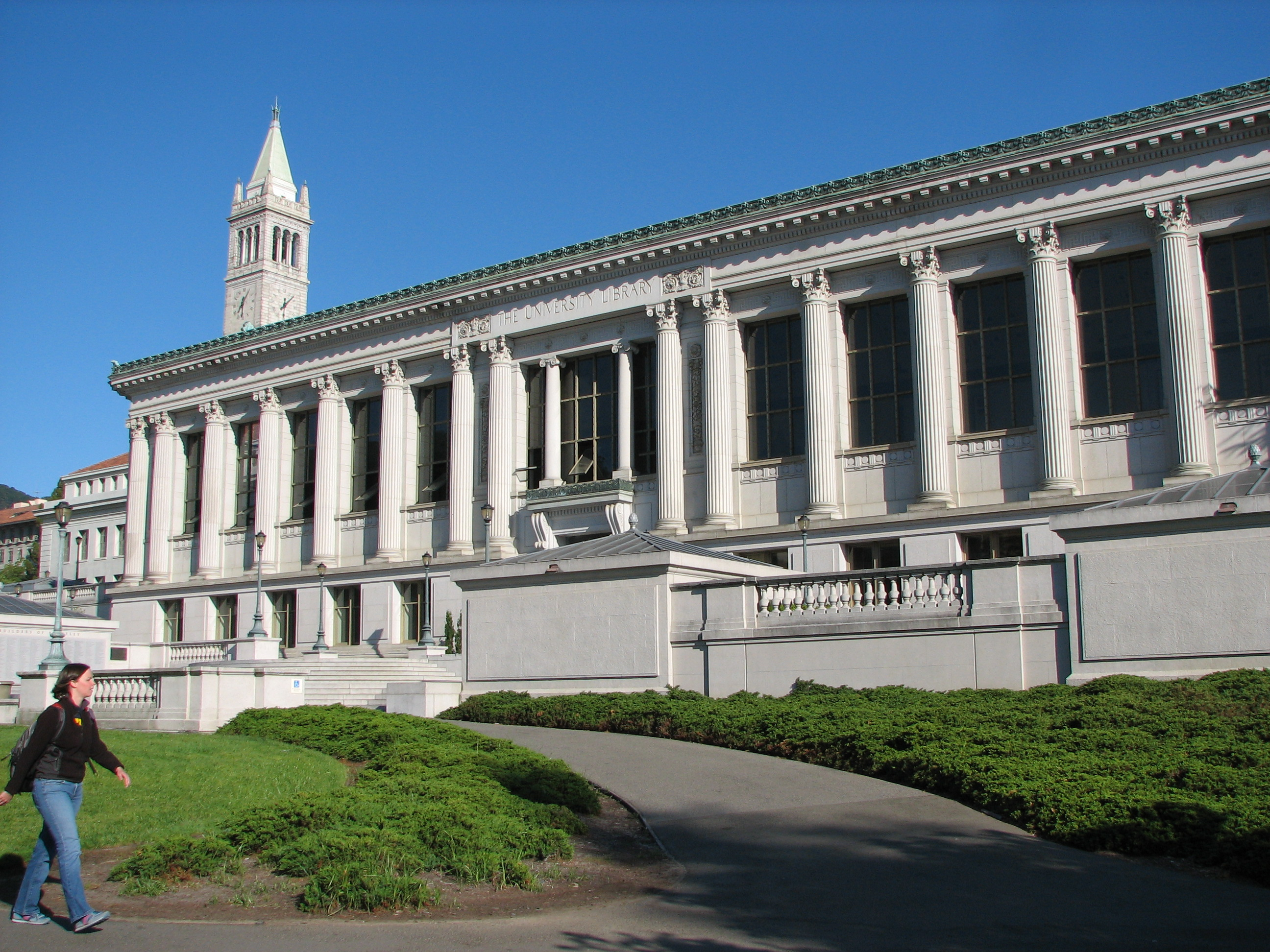
道氏圖書館（Doe Library），學校的主要圖書館
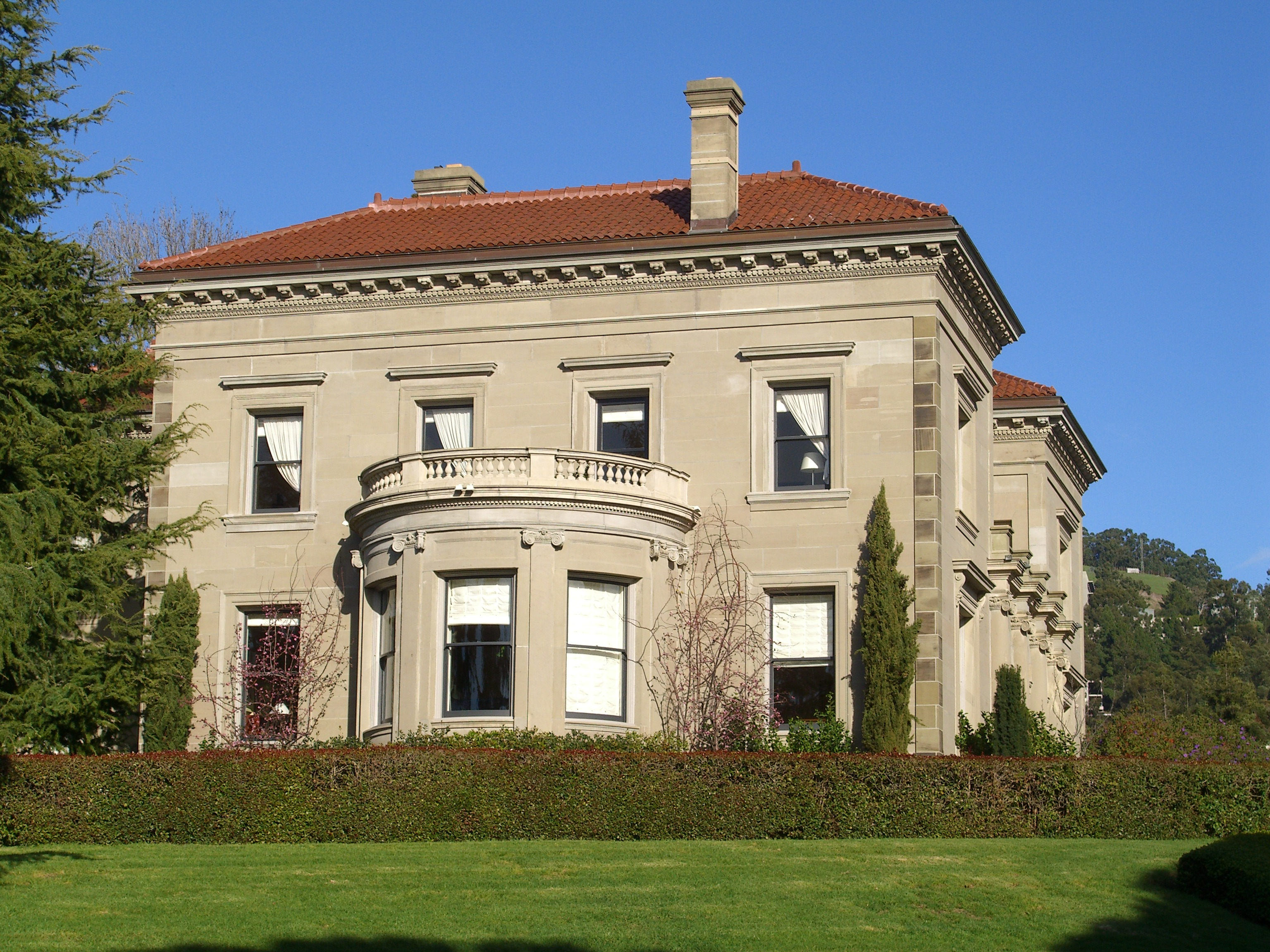
校長住宅（University House），國家歷史地點
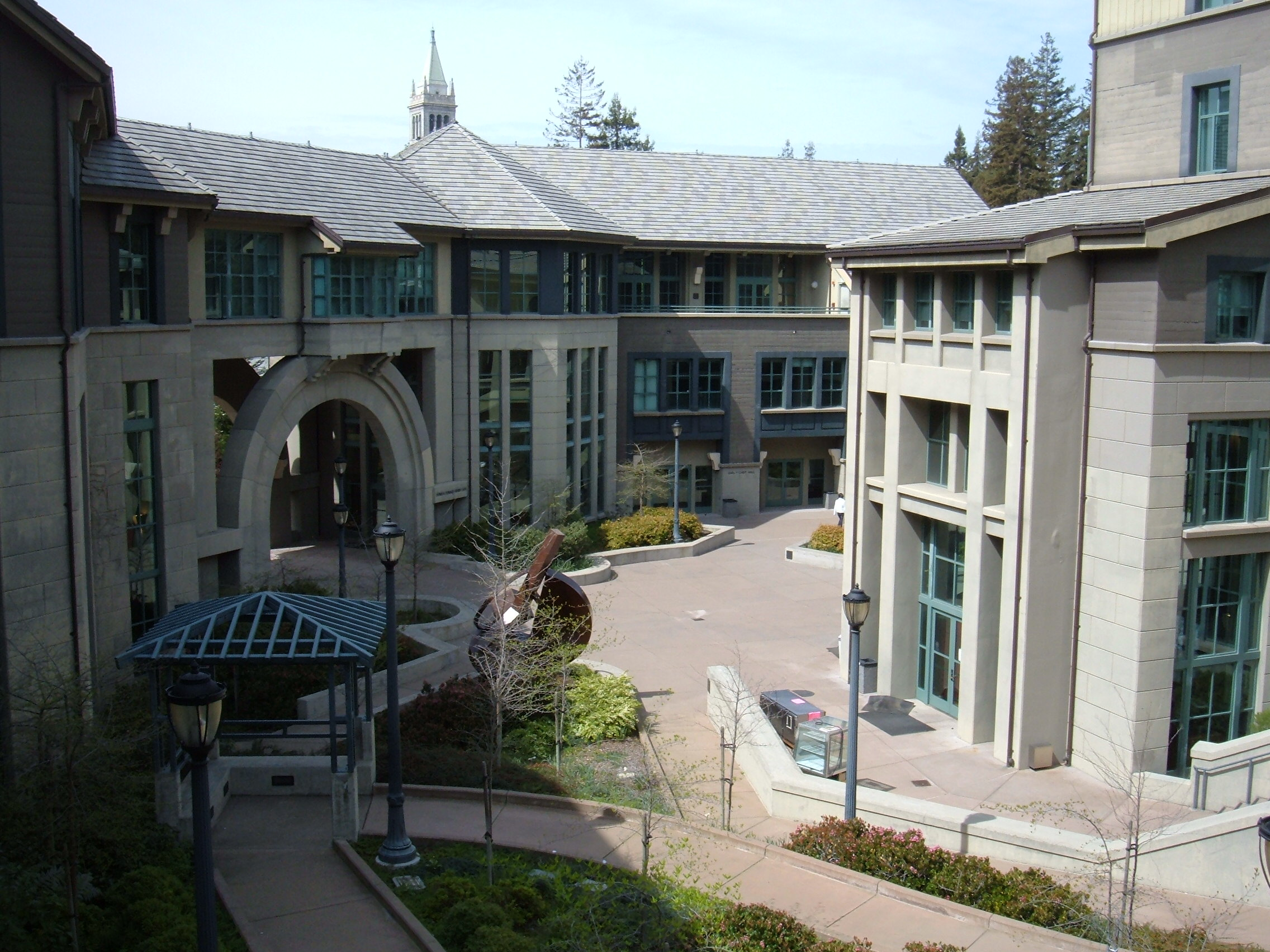
哈斯商學院教學樓（Haas School of Business）
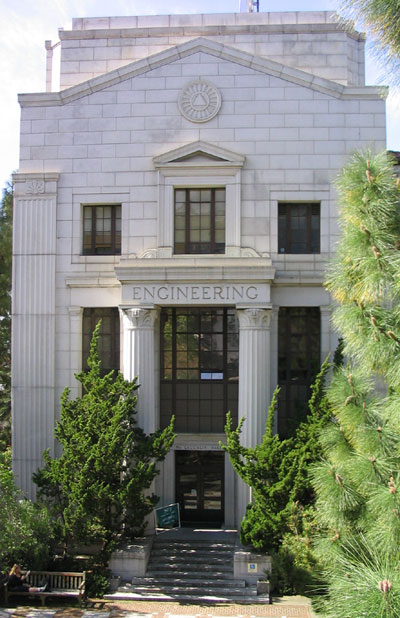
工學院大樓（College of Engineering）
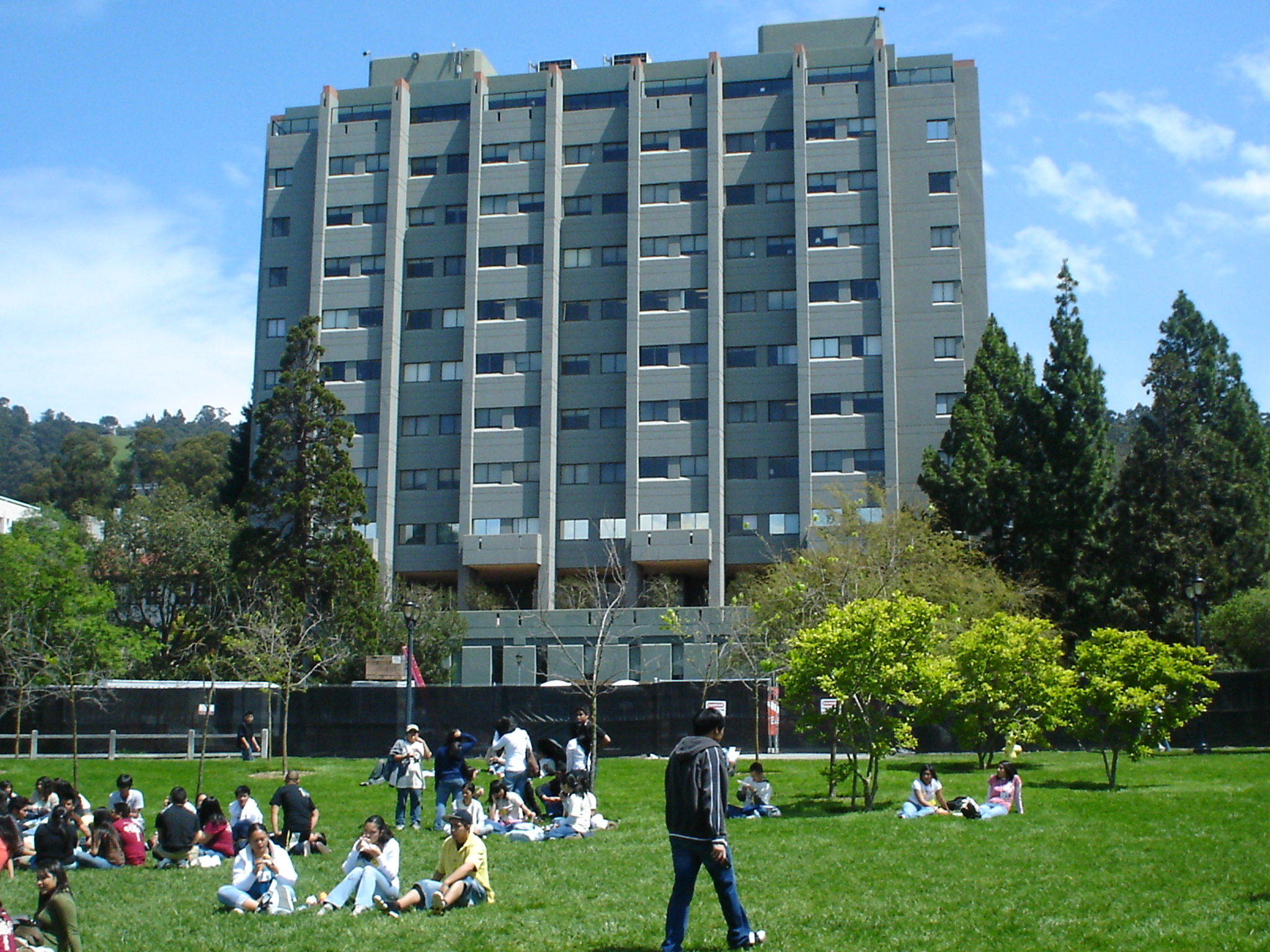
埃文斯教學樓（Evans Hall），數學系，經濟系和統計系教學樓
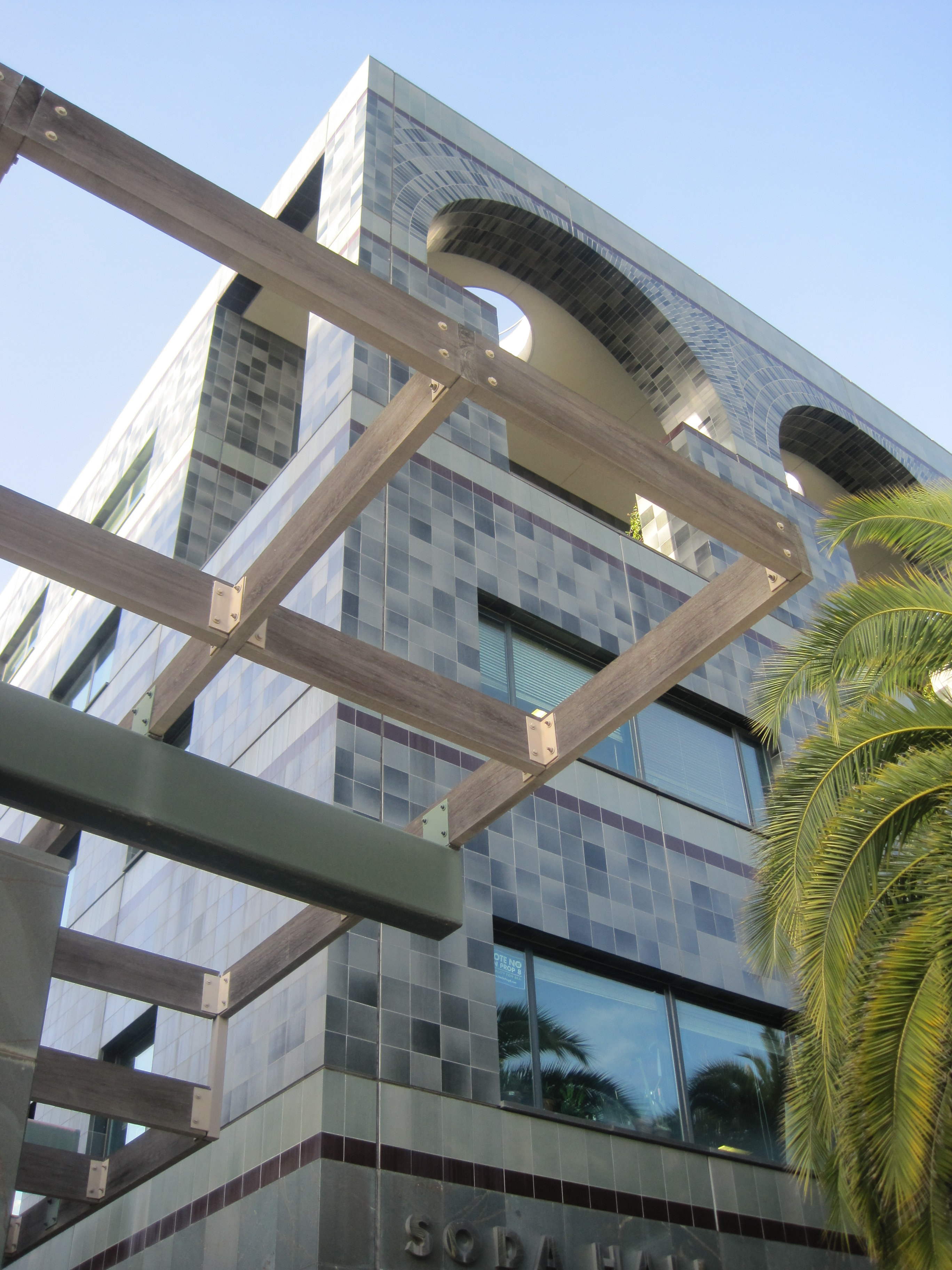
蘇打教學樓（Soda Hall），電腦科學教學樓
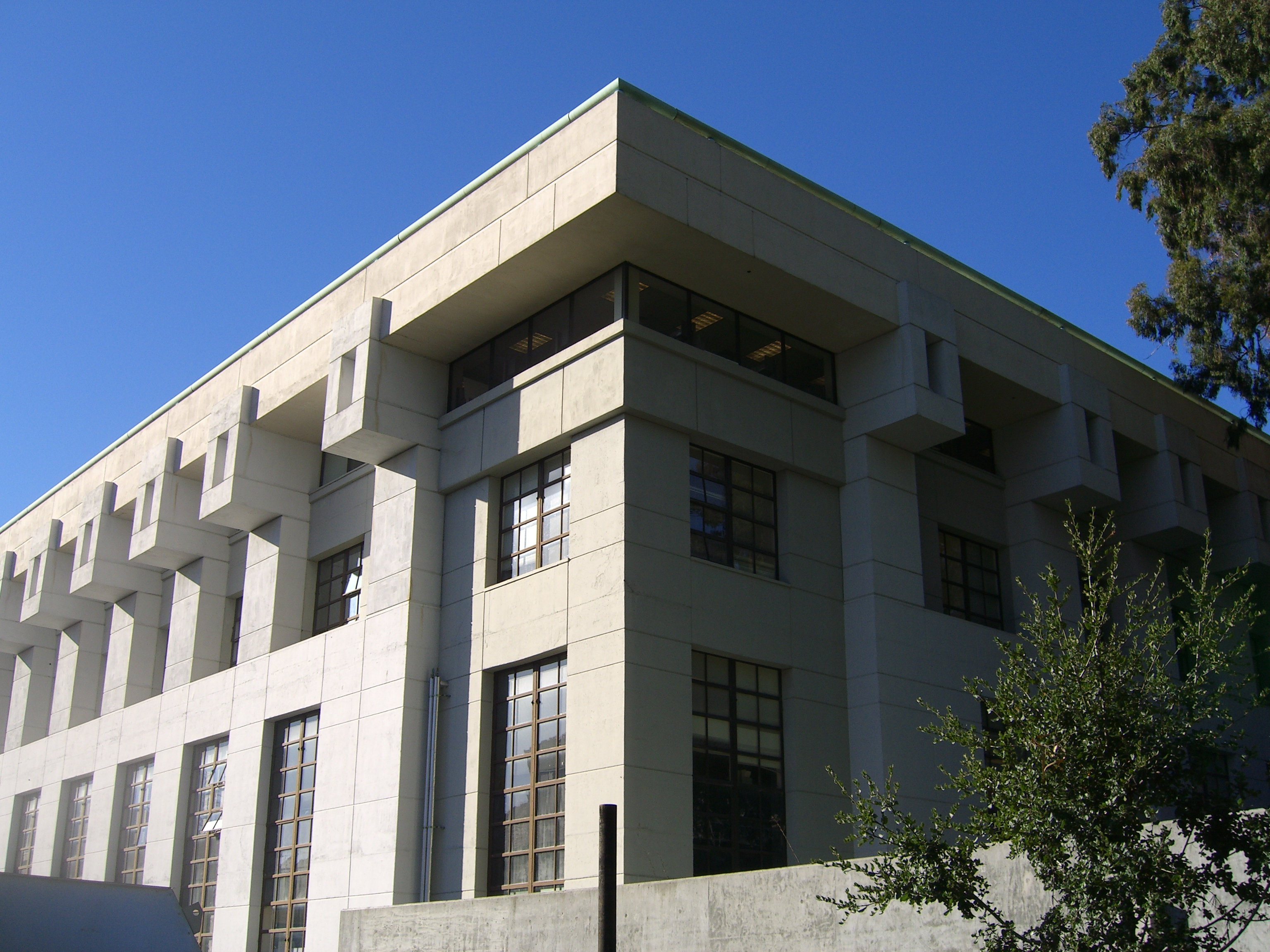
科瑞教學樓（Cory Hall），電子工程學教學樓
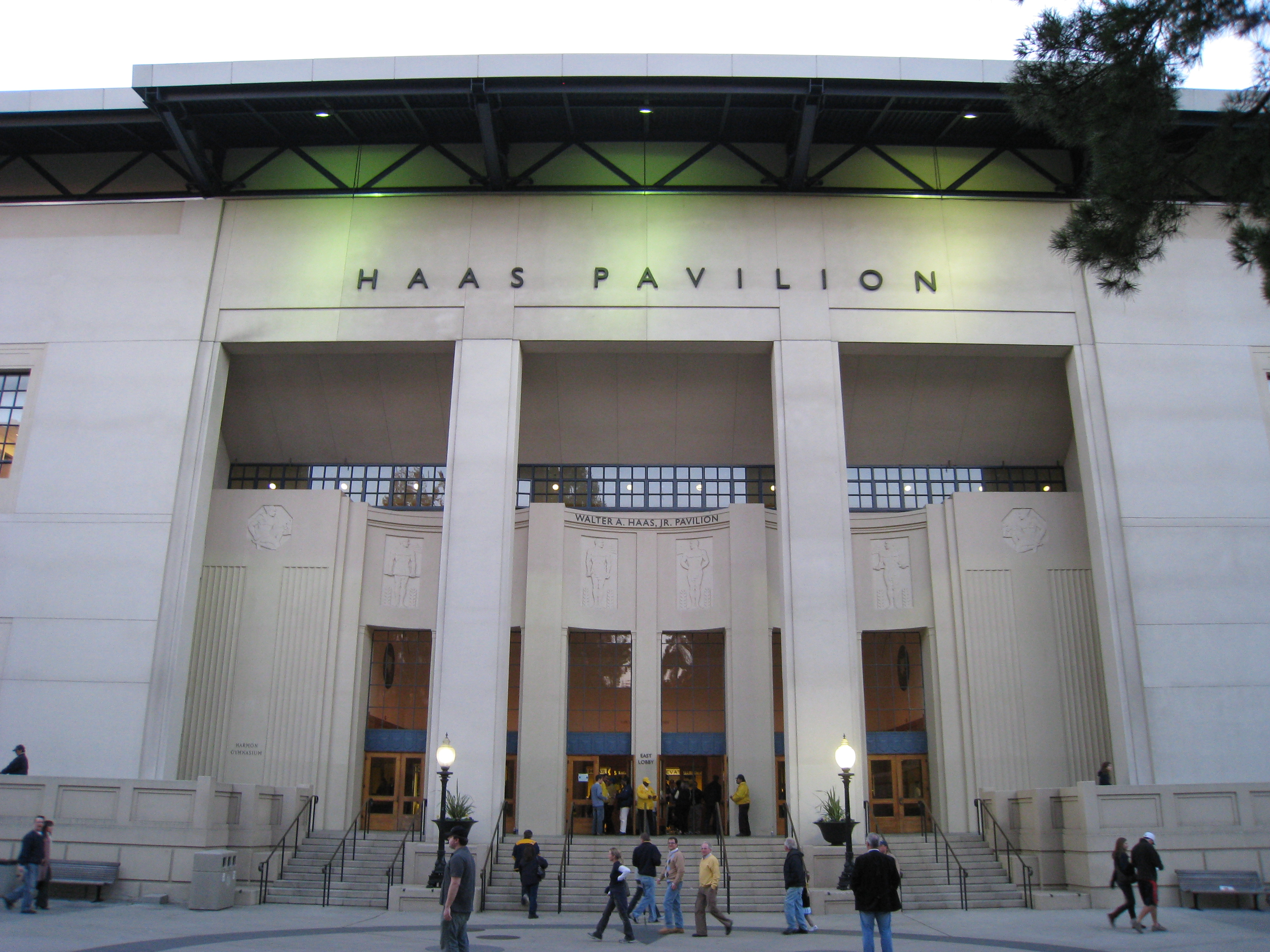
哈斯籃球館（Haas Pavilion）
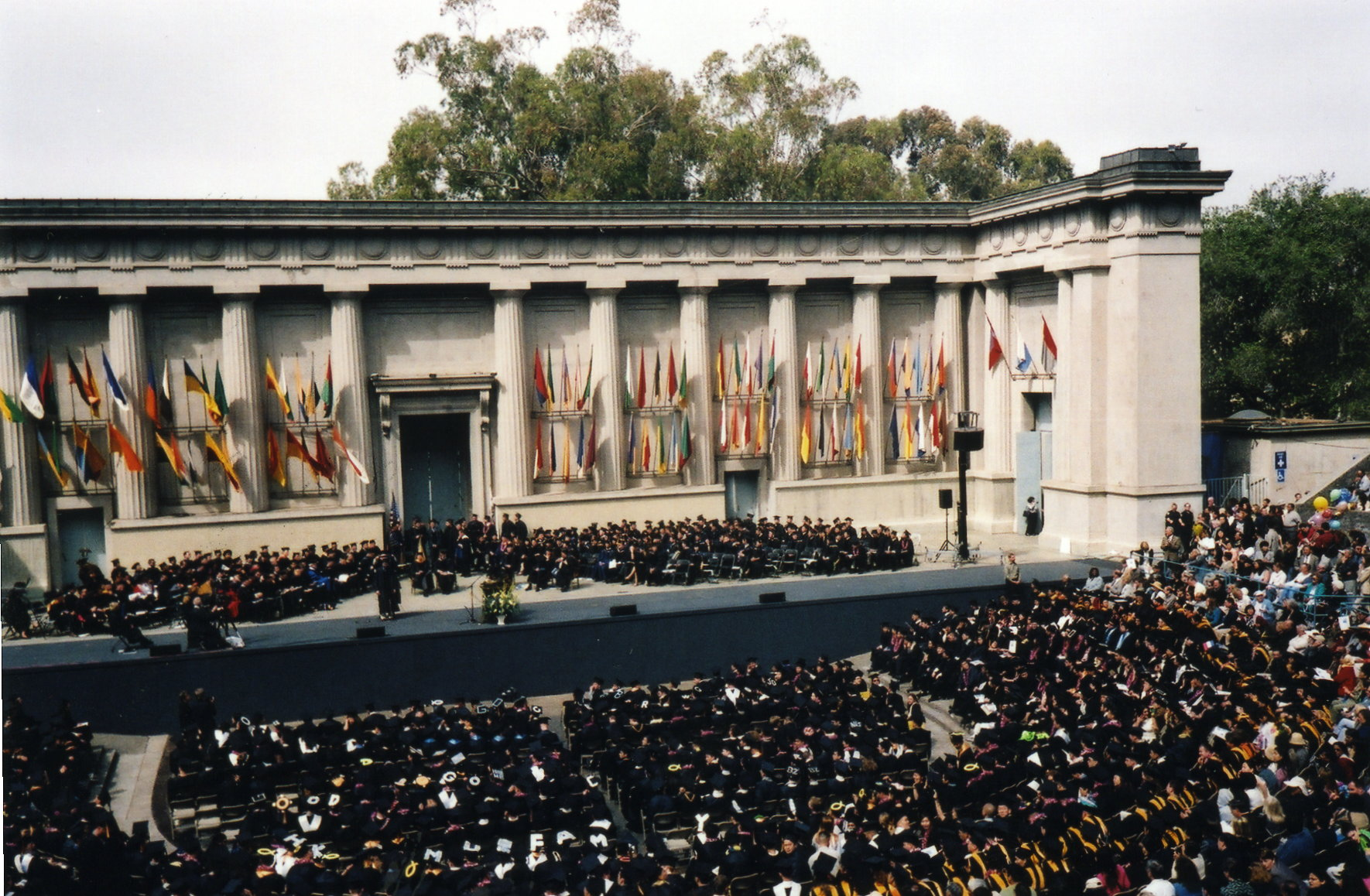
赫斯特希臘式劇場（Hearst Greek Theater），學生畢業典禮之處
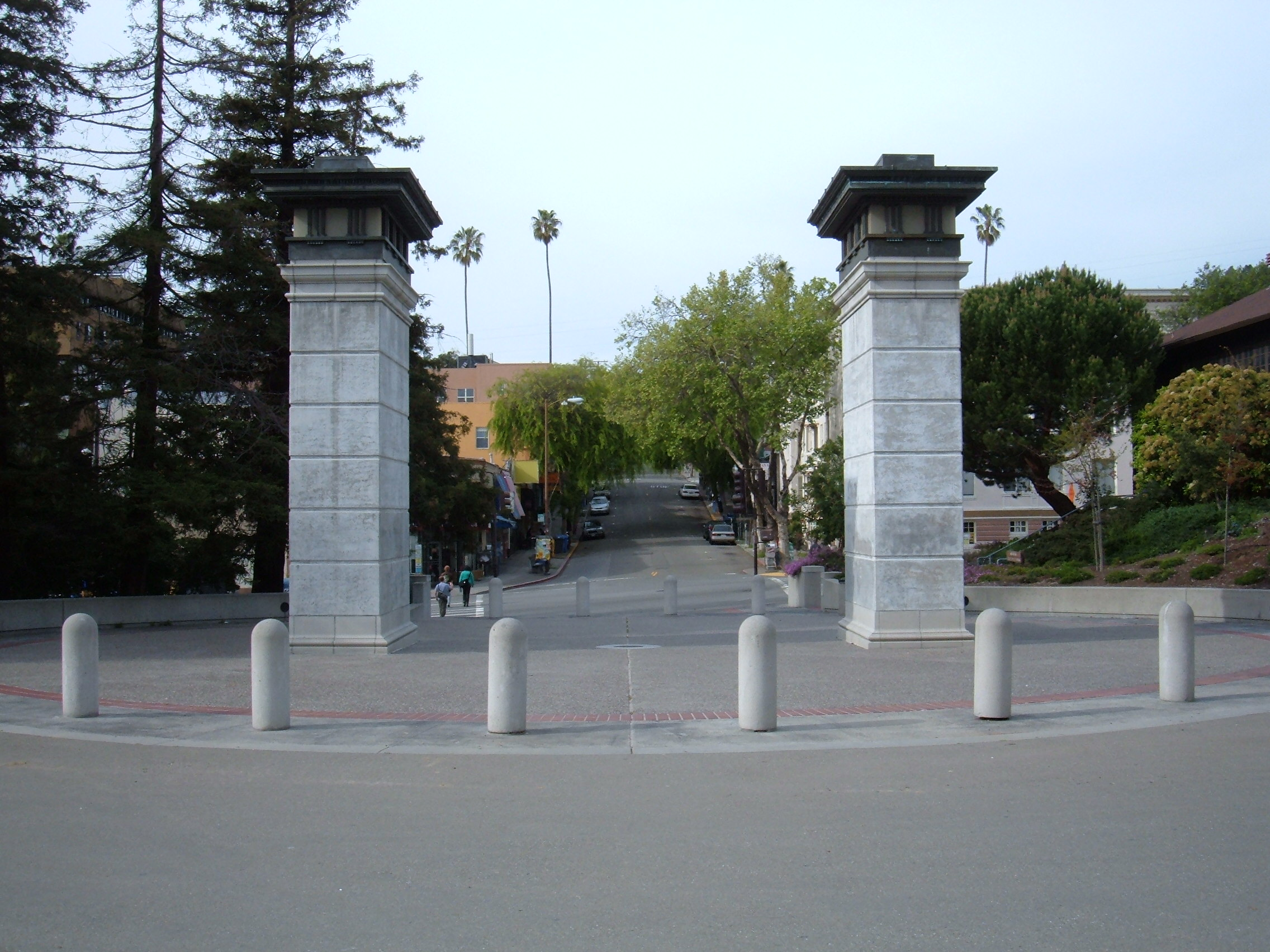
北門（North Gate）
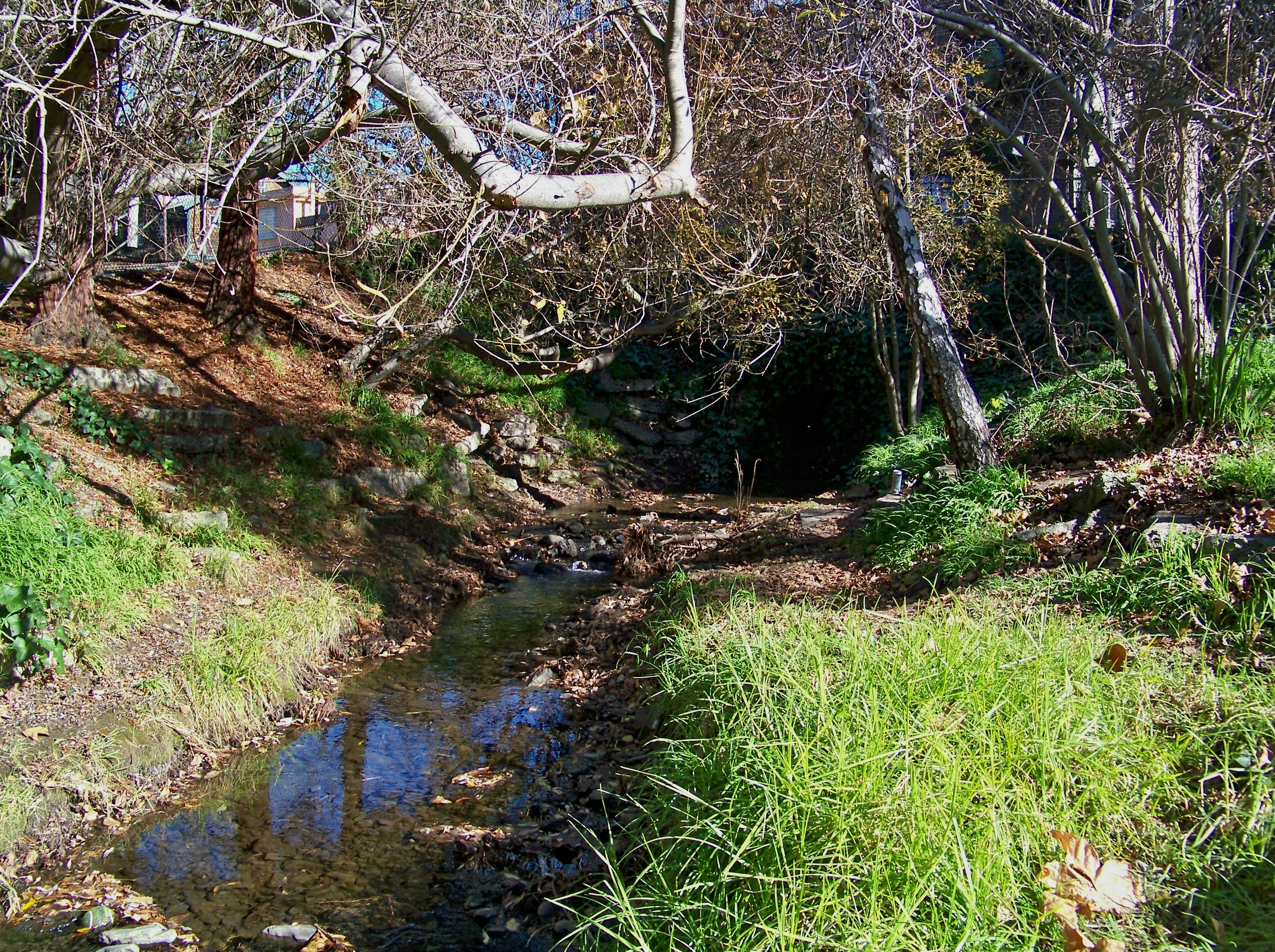
草莓溪（Strawberry Creek）
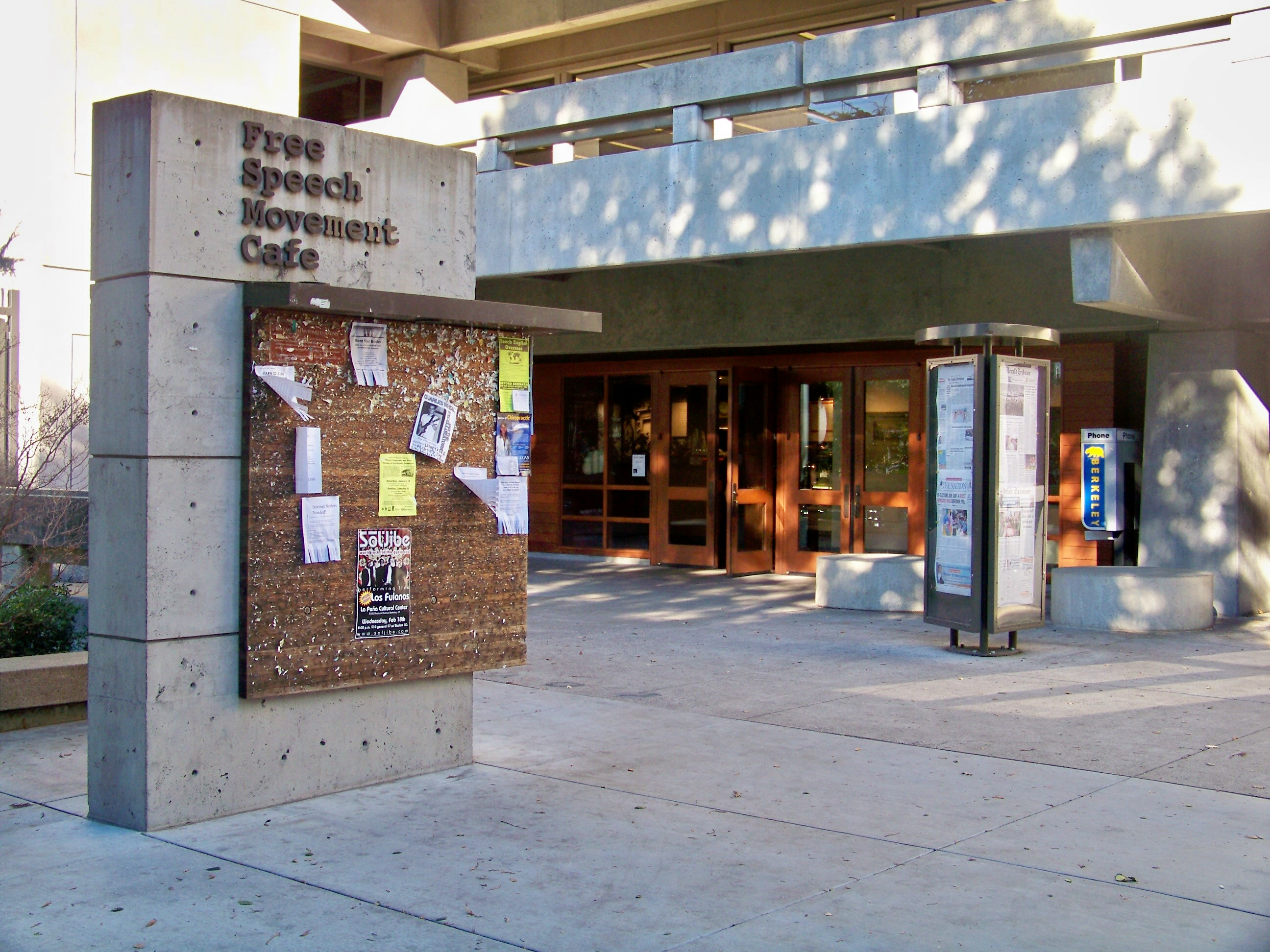
言論自由運動咖啡館（Free Speech Movement Cafe）